# Перес
Перес (тачније Переш) је мезолитски локалитет који се налази у месту Хајдуково, општина Суботица. Припада категорији споменика културе од великог значаја.
Североисточно од Суботице, на песковитом узвишењу поред Лудошког језера 1951. године вођена су археолошка истраживања. Утврђено је да се у слоју леса налазе остаци ватришта и артефакти, који су на површину језера доспели еолском ерозијом.
Од покретног материјала откривени су микролити геометријског облика. Упоредном анализом археолошког материјала се Переша и сличних налаза отркивених у Мађарској, материјал из Хајдукова датован је између 8000. и 7000. године п. н. е.